# Racek západní
Racek západní (Larus occidentalis) je velkým severoamerickým druhem racka ze skupiny „velkých bělohlavých racků“.

## Popis
Dospělí ptáci mají bílou hlavu, tělo a ocas, tmavošedý hřbet, tmavošedá křídla s černými špičkami a bílou skvrnou u špičky krajní letky. Nohy jsou masově růžové, zobák je žlutý s červenou skvrnou u špičky. V zimě je hlava většinou také bílá, někdy s tmavším proužkováním proměnlivého rozsahu. Mladí ptáci jsou celkově velmi tmavě zbarvení, s černohnědým ocasem.

## Výskyt
Racek západní hnízdí ve dvou poddruzích na západním (tichooceánském) pobřeží Severní Ameriky od jižní Kanady po Kalifornii. Severní populace jsou stálé, ptáci z jižních se rozptylují na sever po jižní Aljašku. Zatoulaní jedinci byli zjištěni v Mexiku a ve vnitrozemí Spojených států.

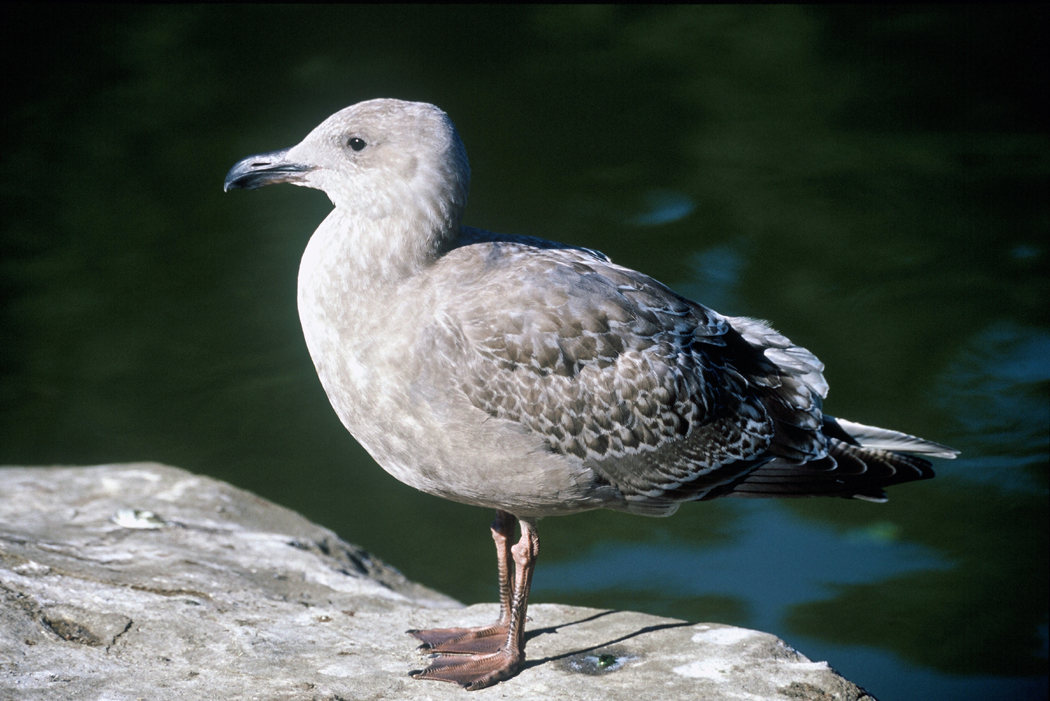
Mladý (juvenilní) pták
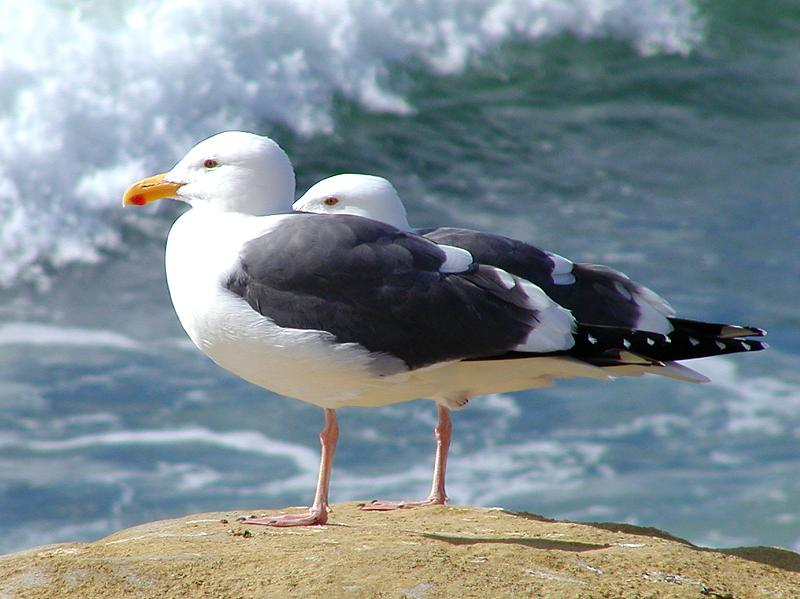
Dospělí ptáci ve svatebním šatu
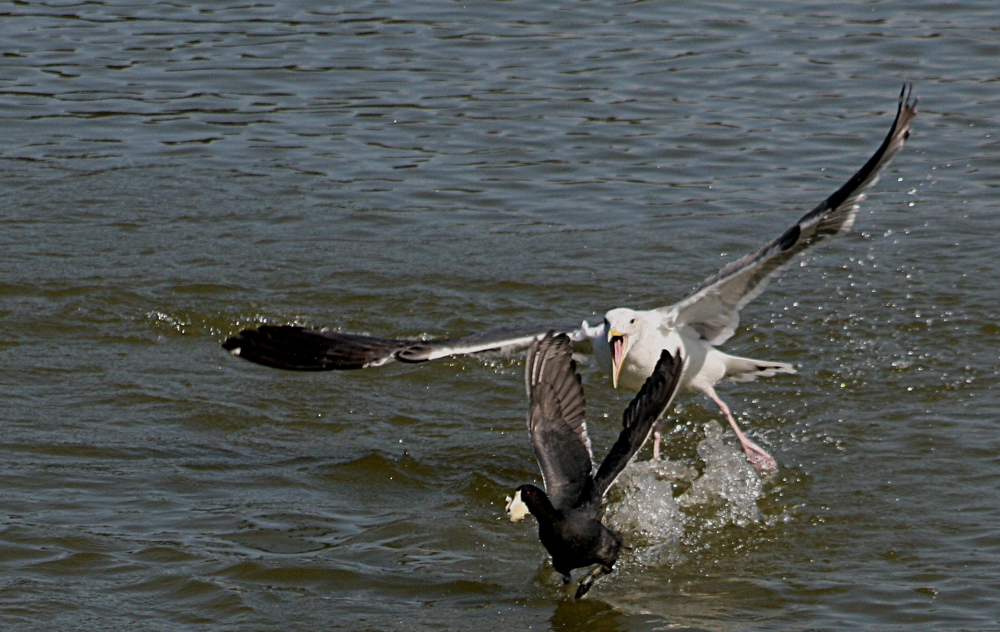
Dospělý pták útočící na lysku americkou